# Боргарелло
Боргарелло, Борґарелло (італ. Borgarello, п'єм. Borgarello) — муніципалітет в Італії, у регіоні Ломбардія, провінція Павія.
Боргарелло розташоване на відстані близько 460 км на північний захід від Рима, 27 км на південь від Мілана, 6 км на північ від Павії.
Населення — 2731 особа (2014).

## Демографія
Населення за роками:

Станом на 1 січня 2023 року в муніципалітеті офіційно проживав 151 іноземець з 37 країн, серед них 43 громадяни країн Євросоюзу та 24 громадяни України.

## Сусідні муніципалітети
- Чертоза-ді-Павія
- Джуссаго
- Павія
- Сан-Дженезіо-ед-Уніті